# Alvin Tehau
Alvin Tehau (ur. 10 kwietnia 1989) – piłkarz z Tahiti grający na pozycji napastnika. Od 2021 roku jest zawodnikiem klubu AS Pirae. Jego brat bliźniak Lorenzo Tehau, brat Jonathan Tehau i kuzyn Teaonui Tehau także są piłkarzami i reprezentantami Tahiti.

## Kariera klubowa
Karierę piłkarską Tehau rozpoczął w klubie AS Tefana. W 2009 roku zadebiutował w nim w pierwszej lidze Tahiti. W 2010 roku osiągnął z Tefaną swój pierwszy sukces w karierze, gdy wywalczył dublet - mistrzostwo i Puchar Tahiti. W 2011 roku powtórzył to osiągnięcie.
W 2011 roku Tehau przeszedł do indonezyjskiego Atjeh United. W tym samym roku, po rozwiązaniu tego klubu, wrócił do AS Tefana, a w 2012 roku został zawodnikiem belgijskiego FC Bleid. Został powołany na Puchar Narodów Oceanii 2024.

## Kariera reprezentacyjna
W reprezentacji Tahiti Tehau zadebiutował w 2010 roku. W 2012 roku wystąpił z Tahiti w Pucharze Narodów Oceanii. Tahiti ten turniej wygrało po raz pierwszy w historii, a Tahau zdobył na nim cztery gole.
W 2009 roku Tehau zagrał wraz z reprezentacją Tahiti U-20 na Mistrzostwach Świata U-20.